# Le Piéton de l'air
 (mai 2016).
Si vous disposez d'ouvrages ou d'articles de référence ou si vous connaissez des sites web de qualité traitant du thème abordé ici, merci de compléter l'article en donnant les références utiles à sa vérifiabilité et en les liant à la section « Notes et références ».
Le Piéton de l'air est une pièce de théâtre en un acte d'Eugène Ionesco écrite en 1962 et créée en allemand à Düsseldorf en janvier 1963 puis en français le 6 février 1963 à l'Odéon-Théâtre de France, dans une mise en scène de Jean-Louis Barrault.
La nouvelle homonyme est publiée dans le recueil La Photo du colonel en 1962.

## Distribution à la création
- Jean-Louis Barrault : Bérenger
- Madeleine Renaud : Mme Bérenger
- Dominique Arden : Mlle Bérenger
- Dominique Santarelli : John Bull
- Régis Outin : l'oncle-docteur
- Michel Bertay : l'employé des pompes funèbres
- Henri Gilabert : l'homme en blanc
- Serge Lannes : le passant de l'Anti-monde / le juge
- Luis Masson : le journaliste
- Jean Parédès : premier anglais
- Robert Lombard : deuxième anglais
- Sabine Lods : première anglaise
- Jane Martel : deuxième anglaise
- Alice Reichen : première vieille dame anglaise
- Marie-Hélène Dasté : deuxième vieille dame anglaise
- Jean-Pascal Duffard : le petit garçon
- Sylviane Margollé : la petite fille
- Guy Flamencourt : le bourreau à la potence / un assesseur

Mise en scène : Jean-Louis Barrault
Scénographie : Jacques Noël
Musique originale : Georges Delerue
Effets spéciaux : Guy Bert